# 高少逸
高少逸（？—？），渤海郡蓨縣人，唐朝官員。高元裕之兄。
高少逸出自渤海高氏，凌烟閣功臣高士廉的七世孫，右衛將軍高真行的六世孫，殿中丞、蒲州長史高峻的五世孫，餘杭縣令高迥的玄孫，著作佐郎、崇賢館學士高彪之孫，太原少尹、御史中丞高集之子。高少逸长庆末年为侍御史，宝历二年（826年）十月，高少逸入阁失仪，独孤朗没有弹劾，高少逸贬为赞善大夫，独孤朗也被罚俸。后升任左司郎中。其弟高元裕自侍讲学士升任为御史中丞，唐文宗发愁谁能代替他，高元裕推荐高少逸之才可任，于是命他为侍讲学士。会昌二年（842年）十月，唐武宗在泾阳校猎白鹿原。谏议大夫高少逸、郑朗等劝谏。会昌年间，为给事中，多所封奏。大中十年（856年）四月，以给事中、渤海郡开国公、食邑二千户高少逸检校礼部尚书、华州刺史、潼关防御、镇国军等使。宦官责备峡石驿吏供应的饼不好吃，鞭打他，高少逸封饼上奏。唐宣宗发怒，召使者责问："山谷之间这种饼岂是容易准备的？"宦官贬到恭陵。入朝为左散骑常侍、工部尚书，以兵部尚书致仕，之后去世。著有《四夷朝贡录》十卷。